# Do You Like Brahms?
Do You Like Brahms? (hangul: 브람스를 좋아하세요?; rr: Beuramseureul Joahaseyo?), é uma série de televisão sul-coreana estrelada por Kim Min-jae, Park Eun-bin, Kim Sung-cheol, Park Ji-hyun, Lee Yoo-jin e Bae Da-bin. É um drama romântico sobre os estudantes de música clássica em uma instituição de prestígio. Foi ao ar na SBS de 31 de agosto a 20 de outubro de 2020, todas as segundas e terças às 22h (KST).

## Sinopse
Um drama sobre os sonhos e o amor de estudantes de música clássica que encontram sua própria felicidade enquanto aprendem música.

## Elenco

### Principal
- Kim Min-jae[7] como Park Joon-young
  - Park Sang-hoon como jovem Park Joon-young
- Park Eun-bin[8] como Chae Song-ah
- Kim Sung-cheol como Han Hyun-ho
- Park Ji-hyun como Lee Jung-kyung
  - Shin Soo-yeon como o jovem Lee Jung-kyung
- Lee Yoo Jin como Yoon Dong Yoon
- Bae Da-bin como Kang Min-sung

### Suporte

#### Fundação Cultural Kyunghoo
- Ye Soo-jung como Na Moon-sook[9]
- Kim Jong Tae como Lee Sung Geun
- Seo Jeong-yeon como Cha Young-in
- Choi Dae-hoon como Park Sung-jae
- Ahn Sang-eun como Jung Da-woon
- Lee Ji Won como Kim Hae Na
- Yang Jo-ah como Im Yoo-jin

#### Universidade Seoryeong
- Gil Hae-yeon como Song Jeong-hee
- Baek Ji-won como Lee Soo-kyeong
- Joo Seok-tae como Yoo Tae-jin

#### Pessoas ao redor de Chae Song-ah
- Kim Hak-sun como o pai de Song-ah
- Kim Sun-hwa como mãe de Song-ah
- Lee Noh-ah como Chae Song-hee, irmã mais velha de Song-ah

### Outros
- Kim Jung-young como a mãe de Park Joon-young
- Ko So-hyun como Yang Ji-won, violinista
- Kim Gook-hee como a mãe de Ji-won
- Yoon Chan-young como Seung Ji-min, pianista
- Kim Mi-kyung como maestro

## Produção
O diretor Jo Young-min e o roteirista Ryu Bo-ri colaboraram anteriormente no drama da SBS de 2019, Everything and Nothing.
A primeira leitura do roteiro ocorreu em abril de 2020 no SBS Tanhyeon Production Center. O drama encerrou suas filmagens em 15 de outubro de 2020.
O elenco principal (Kim Min-jae, Park Eun-bin, Park Ji-hyun e Kim Sung-cheol) apareceu no episódio 518 do programa de variedades Running Man para promover a série, enquanto Park Eun-bin apareceu no episódio 206 de My Little Old Boy como apresentadora especial para promover a série.

## Trilha sonora original
Parte 1
| Lançado em 1 de setembro de 2020 |                              |                |         |  |
| N.º                              | Título                       | Artista        | Duração |  |
| 1.                               | "Close To Me"                | Punch          | 3:32    |  |
| 2.                               | "Close To Me" (Instrumental) |                | 3:32    |  |
| Duração total:                   | Duração total:               | Duração total: | 7:04    |  |

Parte 2
| Lançado em 7 de setembro de 2020 |                                 |                |         |  |
| N.º                              | Título                          | Artista        | Duração |  |
| 1.                               | "Confession" (지금 만나러 갈게) | g.o.d          | 4:16    |  |
| 2.                               | "Confession" (Instrumental)     |                | 4:16    |  |
| Duração total:                   | Duração total:                  | Duração total: | 8:32    |  |

Parte 3
| Lançado em 8 de setembro de 2020 |                                 |                |         |  |
| N.º                              | Título                          | Artista        | Duração |  |
| 1.                               | "Your Moonlight" (너의 달빛)    | Chen (EXO)     | 3:44    |  |
| 2.                               | "Your Moonlight" (Instrumental) |                | 3:44    |  |
| Duração total:                   | Duração total:                  | Duração total: | 7:28    |  |

Parte 4
| Lançado em 14 de setembro de 2020 |                          |                |         |  |
| N.º                               | Título                   | Artista        | Duração |  |
| 1.                                | "Love Me" (너의 달빛)    | Punch          | 3:58    |  |
| 2.                                | "Love Me" (Instrumental) |                | 3:58    |  |
| Duração total:                    | Duração total:           | Duração total: | 7:56    |  |

Parte 5
| Lançado em 15 de setembro de 2020 |                             |                             |         |  |
| N.º                               | Título                      | Artista                     | Duração |  |
| 1.                                | "Kiss Me" (내일은 고백할게) | Taeyeon (Girls' Generation) | 3:58    |  |
| 2.                                | "Kiss Me" (Instrumental)    |                             | 3:58    |  |
| Duração total:                    | Duração total:              | Duração total:              | 7:56    |  |

Parte 6
| Lançado em 21 de setembro de 2020 |                                    |                |         |  |
| N.º                               | Título                             | Artista        | Duração |  |
| 1.                                | "Dream" (그리워하면 그댈 만날까봐) | Kim Na-young   | 3:27    |  |
| 2.                                | "Dream" (Instrumental)             |                | 3:27    |  |
| Duração total:                    | Duração total:                     | Duração total: | 6:54    |  |

Parte 7
| Lançado em 22 de setembro de 2020 |                          |                   |         |  |
| N.º                               | Título                   | Artista           | Duração |  |
| 1.                                | "My Love"                | Jo Yu-ri (Iz*One) | 3:05    |  |
| 2.                                | "My Love" (Instrumental) |                   | 3:05    |  |
| Duração total:                    | Duração total:           | Duração total:    | 6:10    |  |

Parte 8
| Lançado em 27 de setembro de 2020 |                                 |                |         |  |
| N.º                               | Título                          | Artista        | Duração |  |
| 1.                                | "Midnight" (밤하늘의 저 별처럼) | Heize Punch    | 3:47    |  |
| 2.                                | "Midnight" (Instrumental)       |                | 3:47    |  |
| Duração total:                    | Duração total:                  | Duração total: | 7:34    |  |

Parte 9
| Lançado em 28 de setembro de 2020 |                                |                |         |  |
| N.º                               | Título                         | Artista        | Duração |  |
| 1.                                | "Beautiful" (아름다운 한 사람) | K.Will         | 3:53    |  |
| 2.                                | "Beautiful" (Instrumental)     |                | 3:53    |  |
| Duração total:                    | Duração total:                 | Duração total: | 7:46    |  |

Parte 10
| Lançado em 29 de setembro de 2020 |                                    |                |         |  |
| N.º                               | Título                             | Artista        | Duração |  |
| 1.                                | "Love Song" (노래해요 그대 듣도록) | Gummy          | 3:10    |  |
| 2.                                | "Love Song" (Instrumental)         |                | 3:10    |  |
| Duração total:                    | Duração total:                     | Duração total: | 6:20    |  |

Parte 11
| Lançado em 6 de outubro de 2020 |                        |                |         |  |
| N.º                             | Título                 | Artista        | Duração |  |
| 1.                              | "Happy"                | Baekhyun (EXO) | 3:53    |  |
| 2.                              | "Happy" (Instrumental) |                | 3:53    |  |
| Duração total:                  | Duração total:         | Duração total: | 7:46    |  |

## Audiência
| Ep. | Parte | Data de transmissão original | Título                                                                                          | Parcela média de público (Nielsen Coreia) | Parcela média de público (Nielsen Coreia) |
| Ep. | Parte | Data de transmissão original | Título                                                                                          | Nacional                                  | Seoul                                     |
| --- | ----- | ---------------------------- | ----------------------------------------------------------------------------------------------- | ----------------------------------------- | ----------------------------------------- |
| 1 | 1     | 31 de agosto de 2020         | Träumerei: Dream (트로이메라이 : 꿈)                                                            | 4.2% (NR)                                 | —                                         |
| 1 | 2     | 31 de agosto de 2020         | Träumerei: Dream (트로이메라이 : 꿈)                                                            | 5.3% (19º)                                | 6.2% (15º)                                |
| 2 | 1     | 1 de setembro de 2020        | Poco a Poco: Slowly, Gradually (포코 아 포코 : 서서히, 조금씩)                                  | 3.8% (NR)                                 | —                                         |
| 2 | 2     | 1 de setembro de 2020        | Poco a Poco: Slowly, Gradually (포코 아 포코 : 서서히, 조금씩)                                  | 5.0% (19º)                                | 5.7% (18º)                                |
| 3 | 1     | 7 de setembro de 2020        | Innig: Heartfelt (이니히 : 진심으로)                                                            | 4.5% (NR)                                 | —                                         |
| 3 | 2     | 7 de setembro de 2020        | Innig: Heartfelt (이니히 : 진심으로)                                                            | 5.6% (18º)                                | 6.5% (15º)                                |
| 4 | 1     | 8 de setembro de 2020        | Non Troppo: Not Too Much (논 트로포 : 지나치지 않게)                                            | 4.3% (NR)                                 | —                                         |
| 4 | 2     | 8 de setembro de 2020        | Non Troppo: Not Too Much (논 트로포 : 지나치지 않게)                                            | 5.3% (18º)                                | 6.4% (15º)                                |
| 5 | 1     | 14 de setembro de 2020       | Accelerando: Accelerating (아첼레란도 : 점점 빠르게)                                            | 4.5% (NR)                                 | —                                         |
| 5 | 2     | 14 de setembro de 2020       | Accelerando: Accelerating (아첼레란도 : 점점 빠르게)                                            | 5.8% (14º)                                | 6.8% (9º)                                 |
| 6 | 1     | 15 de setembro de 2020       | Raffrenando: Controlling One's Pace (라프레난도: 속도를 억제하면서)                             | 4.5% (NR)                                 | —                                         |
| 6 | 2     | 15 de setembro de 2020       | Raffrenando: Controlling One's Pace (라프레난도: 속도를 억제하면서)                             | 5.6% (16º)                                | 6.3% (11º)                                |
| 7 | 1     | 21 de setembro de 2020       | Inquieto: Restless, Unstable (인키에토: 불안하게, 안정감 없이)                                  | 4.4% (NR)                                 | —                                         |
| 7 | 2     | 21 de setembro de 2020       | Inquieto: Restless, Unstable (인키에토: 불안하게, 안정감 없이)                                  | 5.8% (16º)                                | 6.5% (11º)                                |
| 8 | 1     | 22 de setembro de 2020       | Con Fermezza: Firmly, Clearly (콘 페르메차: 확실하게, 분명하게)                                 | 4.4% (NR)                                 | —                                         |
| 8 | 2     | 22 de setembro de 2020       | Con Fermezza: Firmly, Clearly (콘 페르메차: 확실하게, 분명하게)                                 | 6.3% (12º)                                | 7.1% (6º)                                 |
| 9 | 1     | 28 de setembro de 2020       | Dolce: Sweetly (돌체: 달콤하게)                                                                 | 3.6% (NR)                                 | —                                         |
| 9 | 2     | 28 de setembro de 2020       | Dolce: Sweetly (돌체: 달콤하게)                                                                 | 5.5% (18º)                                | 6.1% (14º)                                |
| 10 | 1     | 29 de setembro de 2020       | Sotto Voce: In a Whisper (소토 보체: 속삭이는 목소리로)                                         | 3.6% (NR)                                 | —                                         |
| 10 | 2     | 29 de setembro de 2020       | Sotto Voce: In a Whisper (소토 보체: 속삭이는 목소리로)                                         | 5.5% (15º)                                | 5.9% (9º)                                 |
| 11 | 1     | 5 de outubro de 2020         | Fermata: Hold, Pause (페르마타: 늘임표)                                                         | 3.9% (NR)                                 | —                                         |
| 11 | 2     | 5 de outubro de 2020         | Fermata: Hold, Pause (페르마타: 늘임표)                                                         | 5.2% (18º)                                | 5.9% (17º)                                |
| 12 | 1     | 6 de outubro de 2020         | Da Capo: From The Beginning (다 카포: 처음으로 되돌아가서)                                      | 4.1% (NR)                                 | —                                         |
| 12 | 2     | 6 de outubro de 2020         | Da Capo: From The Beginning (다 카포: 처음으로 되돌아가서)                                      | 5.4% (18º)                                | 6.2% (14º)                                |
| 13 | 1     | 12 de outubro de 2020        | Arpeggio: A Broken Chord (아르페지오: 펼침화음)                                                 | 4.6% (NR)                                 | —                                         |
| 13 | 2     | 12 de outubro de 2020        | Arpeggio: A Broken Chord (아르페지오: 펼침화음)                                                 | 6.0% (14th)                               | 6.9% (9º)                                 |
| 14 | 1     | 13 de outubro de 2020        | A Tempo: Return To The Original Speed (아 템포: 본래의 속도로 돌아가서)                         | 4.3% (NR)                                 | —                                         |
| 14 | 2     | 13 de outubro de 2020        | A Tempo: Return To The Original Speed (아 템포: 본래의 속도로 돌아가서)                         | 5.7% (14º)                                | 6.2% (12º)                                |
| 15 | 1     | 19 de outubro de 2020        | General Pause, G.P.: Stop Abruptly and All Rest(게네랄 파우제: 돌연히 멈추고 모든 성부가 쉴 것) | 3.9% (NR)                                 | —                                         |
| 15 | 2     | 19 de outubro de 2020        | General Pause, G.P.: Stop Abruptly and All Rest(게네랄 파우제: 돌연히 멈추고 모든 성부가 쉴 것) | 5.6% (17º)                                | 6.3% (13º)                                |
| 16 | 1     | 20 de outubro de 2020        | Crescendo: Gradually Louder (크레센도: 점점 크게)                                               | 4.6% (NR)                                 | —                                         |
| 16 | 2     | 20 de outubro de 2020        | Crescendo: Gradually Louder (크레센도: 점점 크게)                                               | 6.0% (11º)                                | 6.9% (9º)                                 |
| Média | Média | Média                        |                                                                                                 | 4.9%                                      | —                                         |
| - Os números azuis representam as classificações mais baixas e os números vermelhos representam as classificações mais altas. - NR denota que a série não ficou entre os 20 melhores programas diários naquela data. - N/A denota que a classificação não é conhecida. |       |                              |                                                                                                 |                                           |                                           |

## Prêmios e indicações
| Ano  | Prêmio               | Categoria                                                           | Nomeado                    | Resultado | Ref.   |
| ---- | -------------------- | ------------------------------------------------------------------- | -------------------------- | --------- | ------ |
| 2020 | 7th APAN Star Award  | Excellence Award, Actor in a Miniseries                             | Kim Min-jae                | Nomeado   |        |
| 2020 | 28th SBS Drama Award | Excellence Award, Actor in a Miniseries Fantasy/Romance Drama       | Kim Min-jae                | Venceu    | [ 14 ] |
| 2020 | 28th SBS Drama Award | Top Excellence Award, Actress in a Miniseries Fantasy/Romance Drama | Park Eun-bin               | Venceu    |        |
| 2020 | 28th SBS Drama Award | Best New Actor                                                      | Kim Sung-cheol             | Nomeado   |        |
| 2020 | 28th SBS Drama Award | Best New Actress                                                    | Park Ji-hyun               | Nomeada   |        |
| 2020 | 28th SBS Drama Award | Best Couple Award                                                   | Kim Min-jae e Park Eun-bin | Ganharam  | [ 15 ] |